# András Fekete-Győr
András Fekete-Győr (ur. 13 kwietnia 1989 w Budapeszcie) – węgierski polityk, prawnik i działacz społeczny, współzałożyciel i były lider Ruchu Momentum, parlamentarzysta.

## Życiorys
Jego dziadek od strony matki Endre Fekete-Győr był działaczem partii komunistycznej i przewodniczącym rady komitatu Heves. Jego ojciec András Fekete-Győr pełnił kierownicze funkcje w OBA, krajowym funduszu ubezpieczeń depozytów.
W 2015 ukończył studia prawnicze na Uniwersytecie Loránda Eötvösa w Budapeszcie, kształcił się też w ramach stypendium na Uniwersytecie w Heidelbergu. Odbył staże w kancelarii prawniczej, którą współtworzył László Trócsányi, a także w Międzynarodowej Izbie Handlowej. Pracował m.in. na menedżerskim stanowisku w General Electric w Budapeszcie oraz jako stażysta w gabinecie Hansa-Petera Friedricha, wiceprzewodniczącego frakcji chadeckiej w Bundestagu.
Był współtwórcą Ruchu Momentum, który w 2016 został zarejestrowany jako stowarzyszenie, objął funkcję jego przewodniczącego. Ruch i jego lider zyskali rozpoznawalność w 2017 dzięki skutecznej kampanii NOlimpia, skierowanej przeciwko kandydaturze Budapesztu do organizacji Letnich Igrzysk Olimpijskich 2024. W tym samym roku na bazie stowarzyszenia powstała partia o takiej samej nazwie, której András Fekete-Győr został przewodniczącym.
W 2020 wprowadził ruch do powstałej wówczas opozycyjnej koalicji. W prawyborach w 2021 ubiegał się o nominację na kandydata tego bloku na premiera, w pierwszej turze głosowania zajął ostatnie miejsce wśród 5 kandydatów z wynikiem około 3,4% głosów. Ustąpił następnie z funkcji przewodniczącego partii, w listopadzie tegoż roku został zastąpiony na niej przez Annę Júlię Donáth. W 2022 kandydował z ramienia opozycyjnej koalicji w wyborach parlamentarnych, uzyskując wówczas mandat posła do Zgromadzenia Narodowego.